# Edward Shirley Kennedy
Edward Shirley Kennedy ou  E. S. Kennedy (Snaresbrook, Essex, 1817 – Exmouth, 1898) foi um alpinista inglês da chamada idade de ouro do alpinismo e autor de algumas belas primeiras ascensões nos Alpes, assim como autor de várias obras sobre o alpinismo.

## Biografia
Depois de seguir os estudos no Caius College de Cambridge, participa em 1855 a expedições alpinas conduzidas pelo reverendo Charles Hudson acompanhado por Christopher e James Grenville Smith, Charles Ainslie e G. C. Joad.
Em 1857 Wiliam Mathews fala-lhe na criação de um Gentlemen's club e E. S. Kennedy organiza as reuniões que vão dar origem ao Clube alpino inglês e será o segundo presidente do clube que é o mais antigo clube de alpinismo do mundo. Aotor do segundo volume de Peaks, passes, and glaciers : A series of excursions by members of the Alpine club, que aparece no viria s ser a partir de 1863 o Alpine Journal, o jornal do clube.

## Ascensões
- 1854 - Primeira tentativa de ascensão do Dom des Mischabel com Joseph Imseng e dois guias
- 1855 - Primeira ascensão oficial do Mont Blanc du Tacul
- 1855 - Primeira ascensão sem guia do Mont Blanc,  14 de Agosto, que deu origem a um livro (ver publicações)
- 1857 - Ascensão sem guia do Bristenstock com J. F. Hardy,  20 de Julho
- 1857 - Ascensão do Eggishorn,  9 de Agosto
- 1857 - Primeira ascensão britânica do Finsteraarhorn, 13 de Agosto
- 1861 - Primeira ascensão docol de la Fuorcla Crast' Agüzza (3 601 m), na  Cordilheira Bernina) com J. F. Hardy, e   guias P. and F. Jenny e A. Flury, 23 de Julho
- 1862 - Primeira ascensão du Monte Disgrazia com Leslie Stephen e o guia Melchior Anderegg, 23 de Agosto

## Publicações
- Edward Shirley Kennedy, Thoughts on Being: suggested by meditation upon the Infinite, the Immaterial, and the Eternal (1850)
- Charles Hudson, Edward Shirley Kennedy, Where there's a will there's a way : an ascent of mont Blanc by a new route and without guides, 1856  - Where there's a will there's a way
- Edward Shirley Kennedy (ed.), Peaks, Passes, and Glaciers: Being Excursions by Members of the Alpine Club. (2 vols.), London: Longman, Green, Longman, and Roberts, 1862. en entier sur googlebooks
- Edward Shirley Kennedy, The Ascent of Monte della Disgrazia, no Alpine Journal: A Record of Mountain Adventure and Scientific Observation by Members of the Alpine Club, Vol. 1, No. 1. ed. H.B. George, London, Longmans, 2 March 1863